# Sputnik 3
El Sputnik 3 fue un satélite soviético lanzado el 15 de mayo de 1958 desde el cosmódromo Baikonur con un cohete R-7A1 (ICBM SS-6 modificado). Era un satélite de investigación para explorar la atmósfera superior y el espacio próximo. Debido a un fallo en el mecanismo de grabación, el satélite no detectó la radiación de los cinturones de Van Allen.